# Bestune T33
Der Bestune T33 ist ein zwischen 2016 und 2021 gebautes Kompakt-SUV der zum chinesischen Kraftfahrzeughersteller China FAW Group gehörenden Marke Bestune. Bis zum Facelift 2019 wurde das Fahrzeug als Besturn X40 vermarktet.

## Geschichte
Erstmals vorgestellt wurde der Fünfsitzer auf der Guangzhou Auto Show im November 2016, kurz darauf erfolgte die Markteinführung in China. Das SUV ist nahezu baugleich mit dem im Frühjahr 2016 eingeführten Senya R7. Ab September 2018 war das Fahrzeug auch in der Elektroantriebsvariante X40 EV400 erhältlich, die sich geringfügig in den Außenabmessungen unterscheidet.
Im Juni 2019 erhielt das Fahrzeug ein umfangreiches Facelift. Im Zuge dessen wurde im Rahmen der Umänderung des Markennamens im internationalen Gebrauch auf Bestune, die mit dem Bestune T77 begann, die Bezeichnung des Fahrzeugs auf Bestune T33 umgestellt. Im dritten Quartal 2019 kam das Fahrzeug auf den Markt.

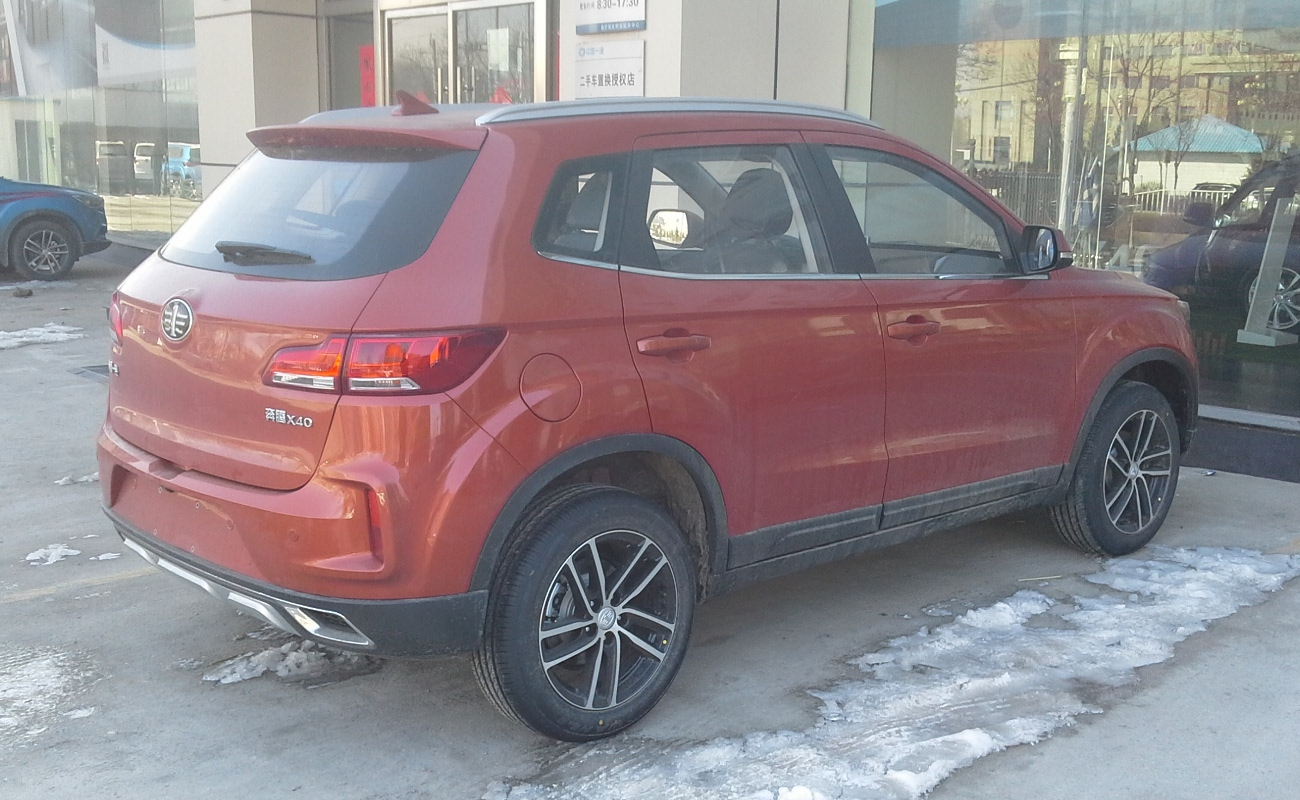
Heckansicht
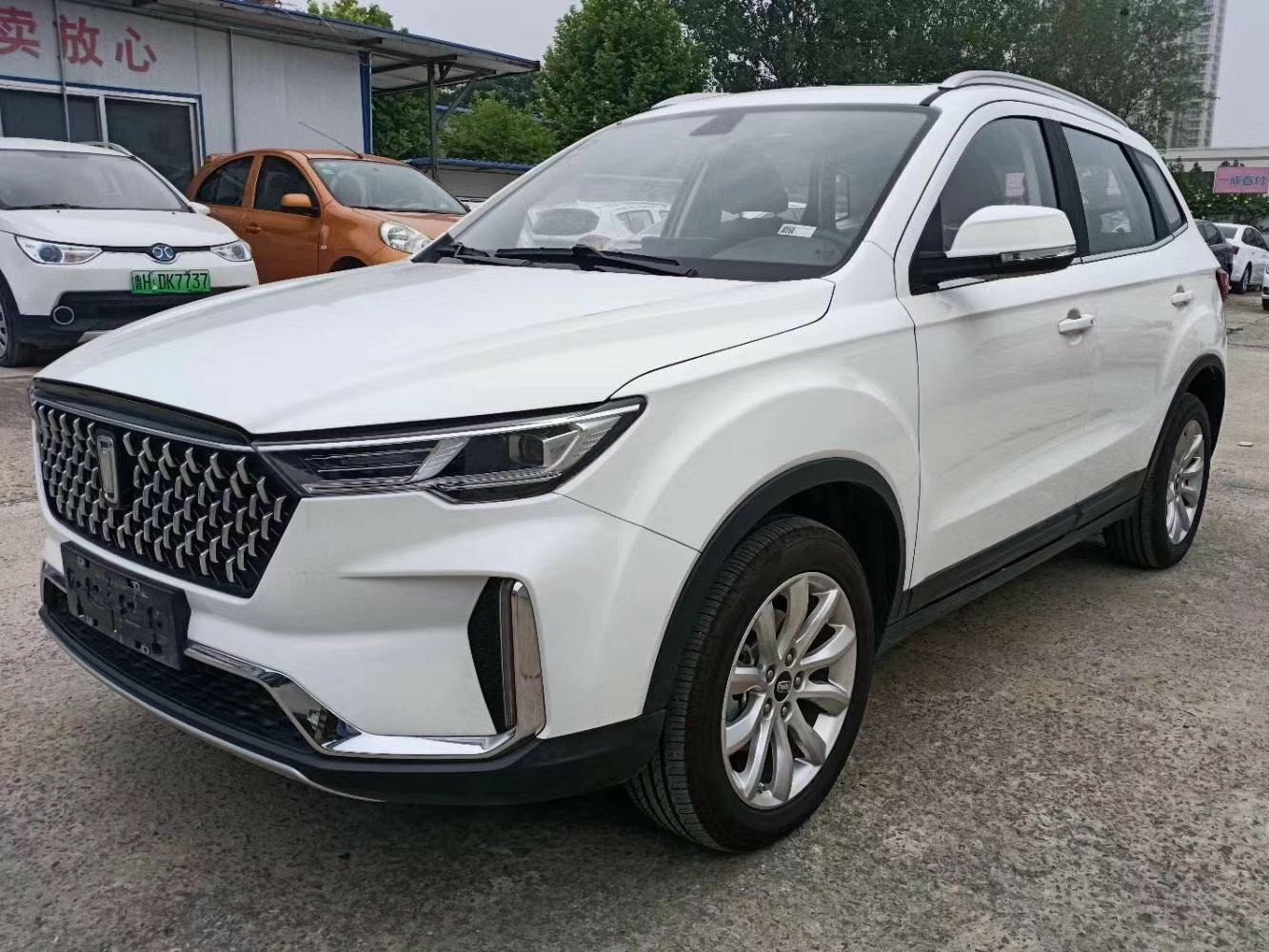
Bestune T33 (2019–2021)
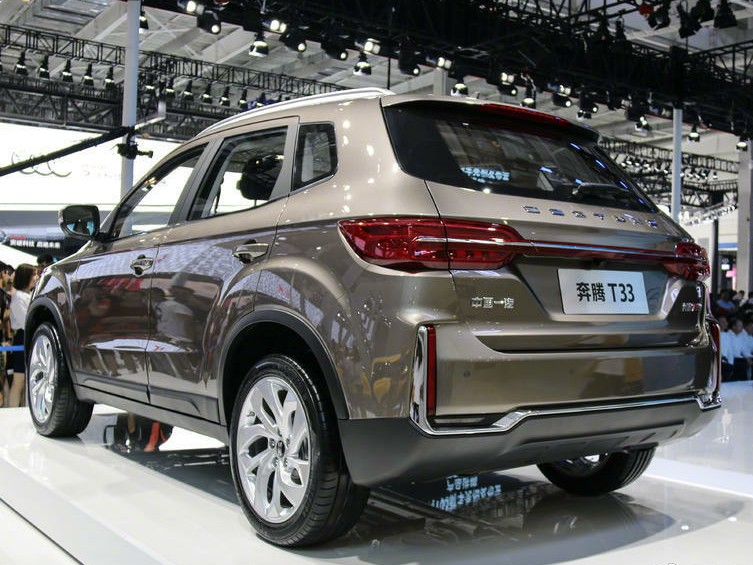
Heckansicht

## Sicherheit
Beim C-NCAP-Crashtest wurde das Fahrzeug 2018 mit fünf Sternen in der Gesamtwertung bewertet.

## Technische Daten
Zum Marktstart wurde der Wagen ausschließlich von einem 1,6-Liter-Ottomotor mit Saugrohreinspritzung und einer maximalen Leistung von 84 kW (114 PS) angetrieben. Dieser Motor war wahlweise mit einem 5-Gang-Schaltgetriebe oder einem 6-Gang-Automatikgetriebe verfügbar. Ende 2020 wurde dieser Motor durch einen aufgeladenen 1,2-Liter-Ottomotor mit 105 kW (143 PS) ersetzt. Serienmäßig war hier ein 6-Gang-Schaltgetriebe, gegen Aufpreis war ein 7-Stufen-Doppelkupplungsgetriebe erhältlich. Die einzige erhältliche Antriebsart war Vorderradantrieb. Die Elektroantriebsvariante, deren Motor eine permanenterregte Synchronmaschine ist, hat eine maximale Leistung von 140 kW. Mit dem 52,5-kWh-Lithium-Ionen-Akkumulator versprach der Hersteller eine Reichweite von bis zu 400 km.
|                                            | 1.6                        | 1.2T                               | EV                                |
| ------------------------------------------ | -------------------------- | ---------------------------------- | --------------------------------- |
| Bauzeitraum                                | 11/2016–12/2020            | 12/2020–11/2021                    | 09/2018–12/2020                   |
| Motorkenndaten                             |                            |                                    |                                   |
| Motorart                                   | Ottomotor                  | Ottomotor                          | Elektromotor                      |
| Motorbauart                                | Reihen-Vierzylinder-Motor  | Reihen-Vierzylinder-Motor          | permanenterregte Synchronmaschine |
| Gemischaufbereitung                        | Saugrohreinspritzung       | Direkteinspritzung                 | —                                 |
| Motoraufladung                             | —                          | Turbolader                         | —                                 |
| Hubraum                                    | 1598 cm³                   | 1199 cm³                           | —                                 |
| max. Leistung bei min−1                    | 84 kW (114 PS) / 5500      | 105 kW (143 PS) / 5500             | 140 kW (190 PS) / 12.000          |
| max. Drehmoment bei min−1                  | 155 Nm / 3600              | 204 Nm / 1600–4200                 | 320 Nm                            |
| Kraftübertragung                           |                            |                                    |                                   |
| Antrieb, serienmäßig                       | Vorderradantrieb           | Vorderradantrieb                   | Vorderradantrieb                  |
| Getriebe, serienmäßig                      | 5-Gang-Schaltgetriebe      | 6-Gang-Schaltgetriebe              | 1-Stufen-Reduktionsgetriebe       |
| Getriebe, optional                         | [6-Gang-Automatikgetriebe] | [7-Stufen-Doppelkupplungsgetriebe] | —                                 |
| Messwerte                                  |                            |                                    |                                   |
| Höchstgeschwindigkeit                      | 173 km/h [168 km/h]        | 178 km/h [177 km/h]                | 160 km/h                          |
| Beschleunigung, 0–100 km/h                 | k. A. [14,0 s]             | k. A. [k. A.]                      | k. A.                             |
| Leergewicht                                | 1290 kg [1325 kg]          | 1355 kg [1380 kg]                  | 1580–1590 kg                      |
| Kraftstoffverbrauch auf 100 km, kombiniert | 6,2 l Super [6,5 l Super]  | 6,3 l Super [6,8 l Super]          | —                                 |

Werte in eckigen Klammern gelten für Modelle mit optionalem Getriebe